# Figari
Figari (Corsicaans: Fìgari) is een gemeente in het Franse departement Corse-du-Sud (regio Corsica). De gemeente telde 1.742 inwoners op 1 januari 2022.

## Geografie
De oppervlakte van Figari bedroeg op 1 januari 2022 100,22 vierkante kilometer; de bevolkingsdichtheid was toen 17,4 inwoners per km².
De onderstaande kaart toont de ligging van Figari met de belangrijkste infrastructuur en aangrenzende gemeenten.

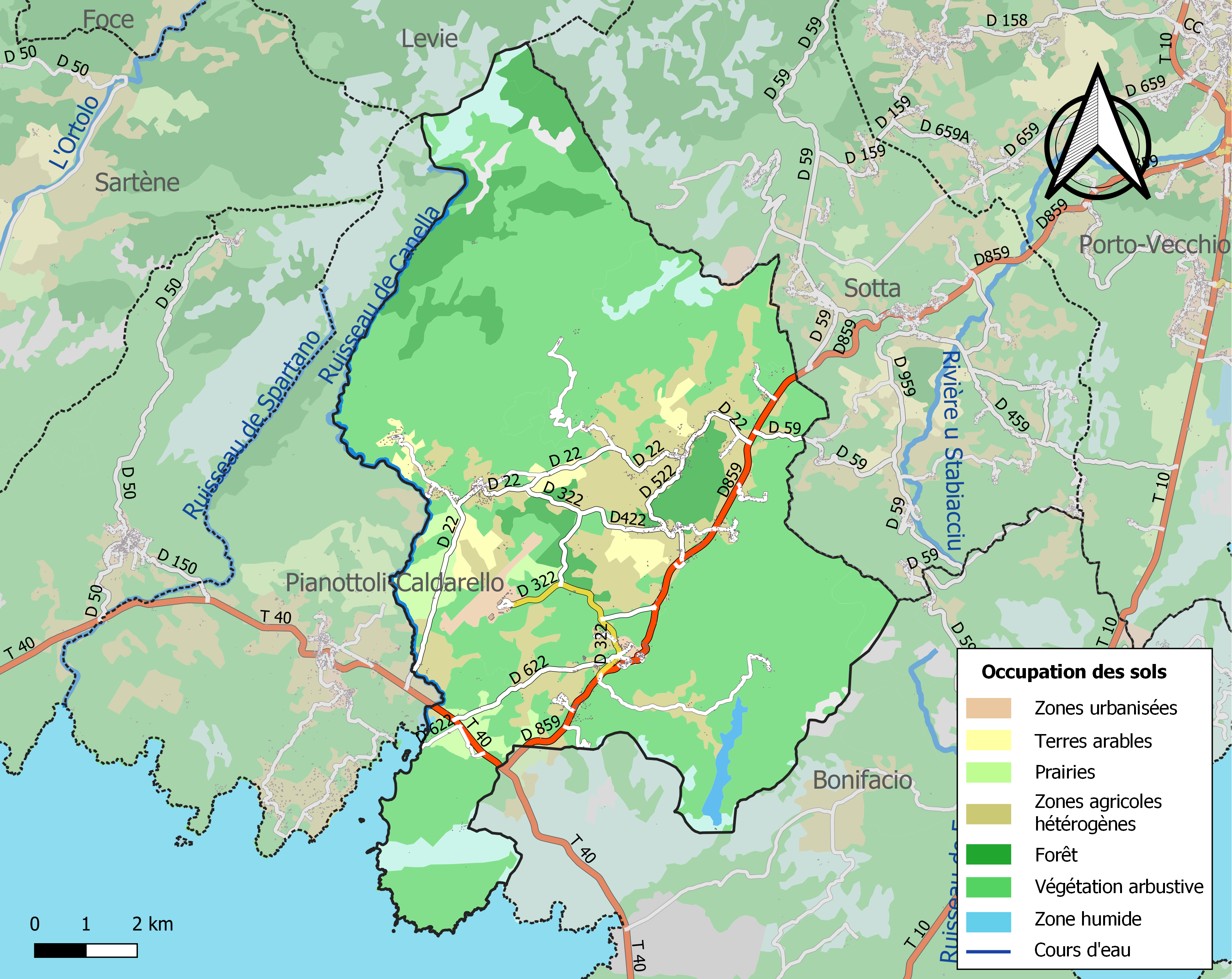

## Demografie
Onderstaande grafiek toont het verloop van het inwonertal (bron: INSEE-tellingen).

Vanwege een beveiligingsprobleem met de MediaWiki Graph-software is het momenteel niet mogelijk deze grafiek weer te geven. Zodra de software is bijgewerkt zal de grafiek vanzelf weer zichtbaar worden.